# Enicospilus cybele
Enicospilus cybele es una especie de insecto perteneciente al orden Hymenoptera, a la familia Ichneumonidae y al género Enicospilus. Fue descrito por primera vez en 1981 por Ian D. Gauld y Theodore B. Mitchell.